# Piper kanehiranum
Piper kanehiranum är en pepparväxtart som beskrevs av William Trelease. Piper kanehiranum ingår i släktet Piper och familjen pepparväxter. Inga underarter finns listade i Catalogue of Life.